# 卡斯特略内特德拉孔克斯塔
卡斯特略内特德拉孔克斯塔，是西班牙巴伦西亚自治区巴伦西亚省的一个市镇。总面积5平方公里，总人口139人（2001年），人口密度28人/平方公里。